# Faubourg Saint-Germain

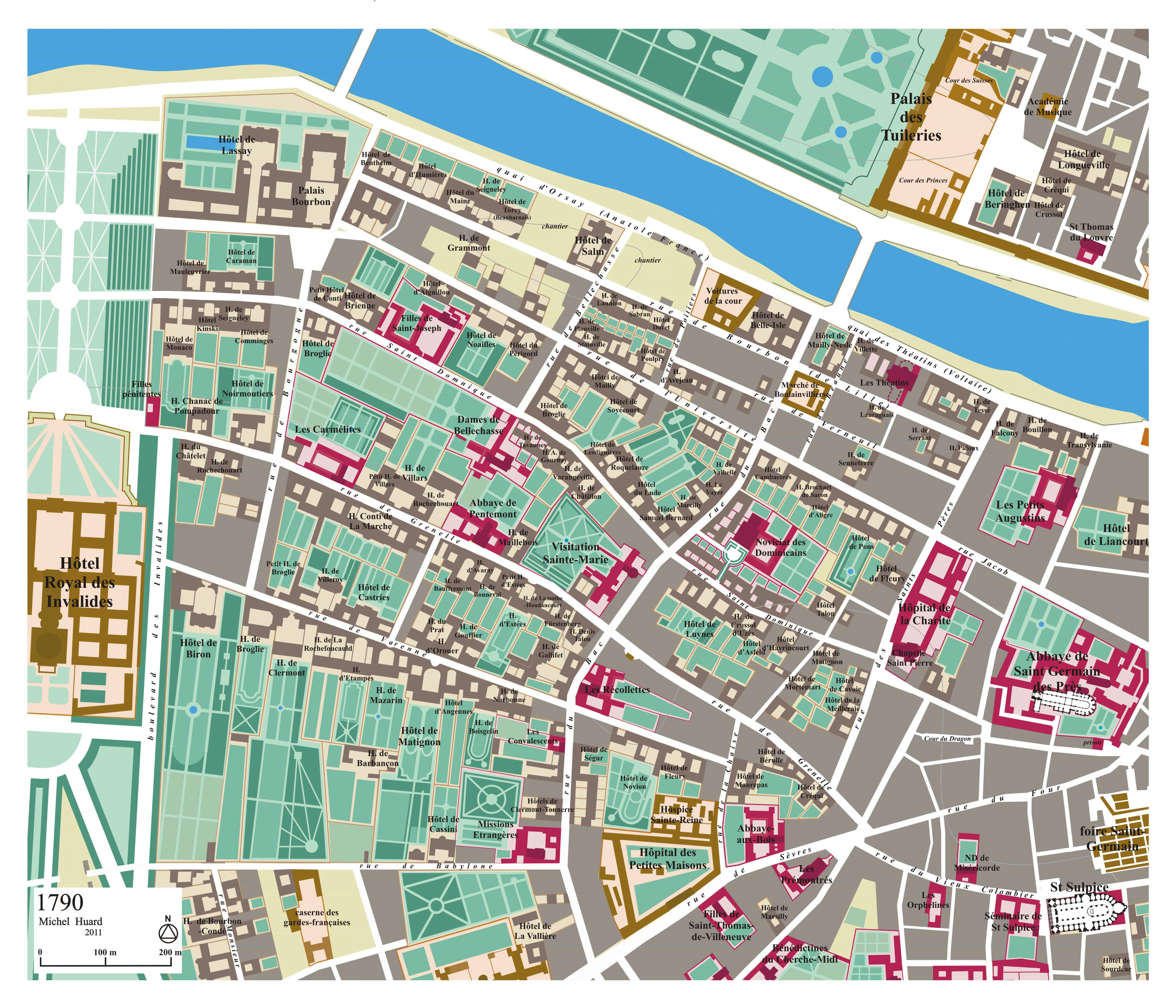
Předměstí na plánu z roku 1790

Faubourg Saint-Germain (tj. předměstí svatého Germaina) bylo jižní předměstí Paříže, které se rozkládalo za městskými hradbami v prostoru dnešního 7. obvodu. Rozvíjelo se za opatstvím Saint-Germain-des-Prés a rozkládalo se až k Vojenské škole. Bývalé předměstí protíná Boulevard Saint-Germain, který nechal vybudovat v roce 1866 baron Haussmann.

## Historie
Původní vesnice se urbanizovala v 17. a 18. století. Tento rozvoj je spojen s rozparcelováním bývalých pozemků královny Margot, ke kterému došlo v roce 1622 v prostoru mezi Seinou, Rue de l'Université a Rue du Bac. Quai des Théatins bylo zastavěno paláci v letech 1628 až 1660. Dále na jih (Rue Saint-Dominique, Rue de Grenelle, Rue de Varenne, Rue de Babylone a Rue de Sèvres) vznikly nové kláštery – noviciát dominikánů (1632), Dames de Bellechasse (1636), Filles de Saint-Joseph (1639), theatini (1648), karmelitáni (1656) a Společenství zahraničních misií (1663).
Výstavba Pont Royal v letech 1685–1689 a přesun krále a dvora do Versailles podnítilo výstavbu paláců v Rue de l'Université, Rue Saint-Dominique a Rue de Grenelle.
Tento trend pokračoval i na počátku 18. století, zejména během Régence. Předměstí, ohraničené na západě výstavbou Invalidovny (1671-1706), se stalo módní čtvrti pro aristokraty a finančníky, zatímco čtvrť Le Marais na protějším břehu řeky začala upadat. V té době vznikly paláce Matignon (1722), Biron (1732), Lassay, Bourbon (1722–1727) a Salm (1782). Po roce 1760 se výstavba zpomalila a obliba se přesunula na ulici Rue de la Chaussée-d'Antin v 9. obvodu.
V první polovině 19. století zmizely velké klášterní areály: Dames de Bellechasse a karmelitáni v roce 1828 (otevření ulic Rue Las Cases, Rue de Martignac, Rue Casimir Périer a rozšíření Rue de Bellechasse), klášter Navštívení Panny Marie (Rue Saint-Simon). Ulice Rue Vaneau a Rue Barbet de Jouy vznikly rozparcelováním palácových zahrad.
Přestavba Paříže vedené baronem Haussmannem se omezila na proražení bulváru Saint-Germain (od roku 1866) a Rue de Solférino (1866) a začátkem bulváru Raspail.
V 19. století se mnoho paláců přeměnilo na ministerstva a velvyslanectví.

## Významné stavby
- Kaple Notre-Dame-de-la-Médaille-miraculeuse
- Kostel Saint-Thomas-d'Aquin
- Fontána Čtyř ročních období
- Hôtel de Salm
- Palais Bourbon
- Musée d'Orsay
- Musée Rodin